# Nicolas D'Oriano
Nicolas D'Oriano, född 5 maj 1997, är en fransk simmare.
D'Oriano tävlade för Frankrike vid olympiska sommarspelen 2016 i Rio de Janeiro, där han blev utslagen i försöksheatet på 1 500 meter frisim.